# Conquête de 1759-1760
Pour les articles homonymes, voir Conquête.

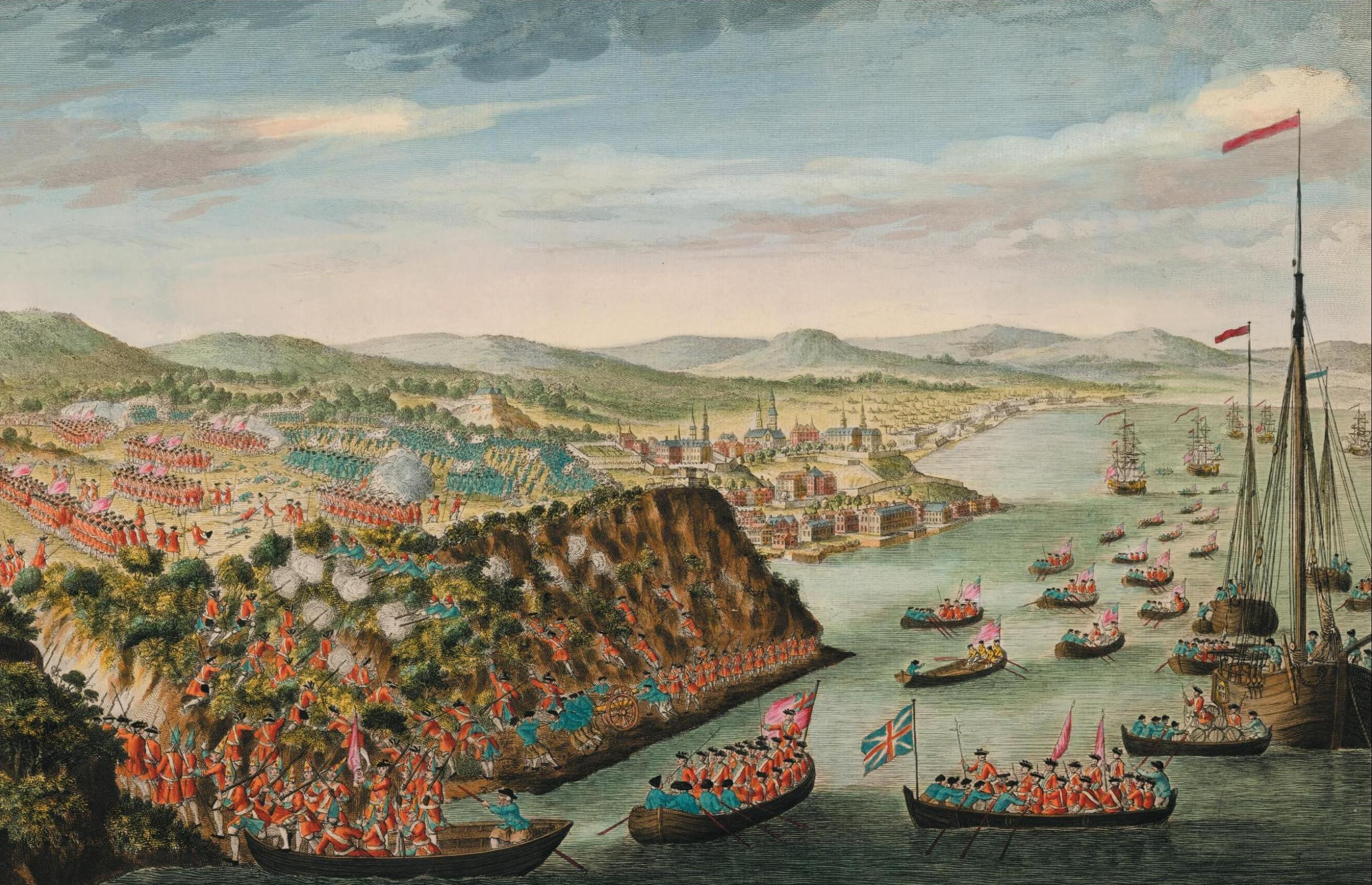
Cette gravure de 1797 est basée sur une esquisse exécutée par Hervey Smyth, aide-de-camp du général Wolfe durant le siège de Québec, le 13 septembre 1759.

La Conquête de 1759-1760 (ou simplement, pour les Québécois et Canadiens français, la Conquête) est celle de la colonie du Canada en Nouvelle-France par la Grande-Bretagne dans le contexte de la guerre de la Conquête (théâtre nord-américain de la guerre de Sept Ans).
L'engagement décisif de la Conquête fut la bataille des Plaines d'Abraham en septembre 1759, et son achèvement trouve sa concrétisation dans la capitulation de Montréal en septembre 1760. Un régime militaire britannique fut instauré en Nouvelle-France jusqu'en 1763, en attendant la fin de la guerre de Sept Ans.
Le terme « Conquête » (« Conquest ») est attesté, entre autres, dans le Traité de Paris de 1763 (article XXIV), et diverses lois émanant du Parlement britannique comme l'Acte de Québec de 1774 (article IV) et l'Acte constitutionnel de 1791 (articles IV et XXII).